# Wurzelmerkmal

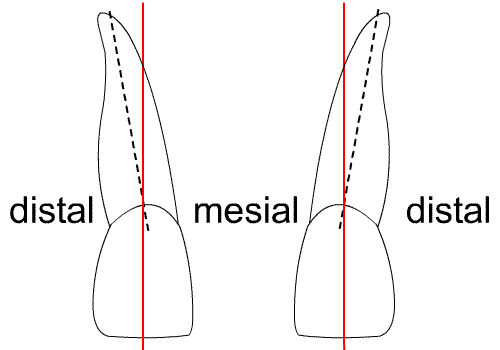
Zähne 11 und 21: Wurzelmerkmal

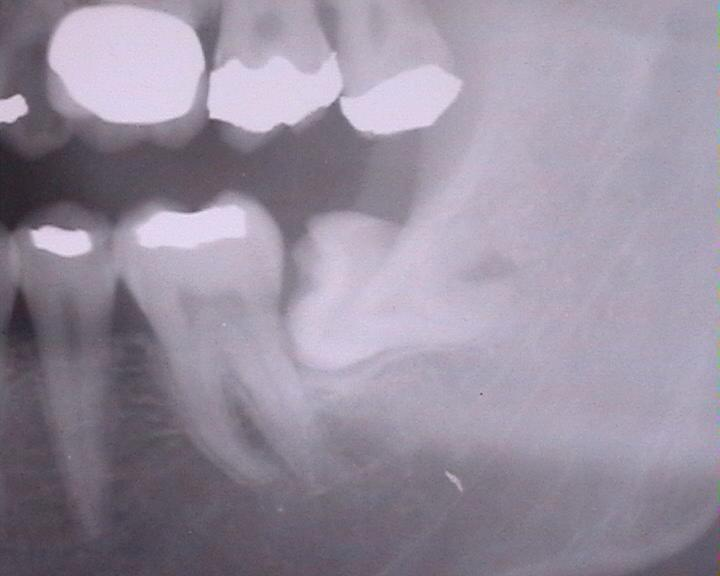
An dem unteren Molaren ist deutlich das Wurzelmerkmal zu erkennen. Nebenbefund: horizontale Verlagerung des endständigen Molaren.

Das Wurzelmerkmal des Zahnes ist ein Erkennungsmerkmal für die Bestimmung, ob ein Zahn zur rechten oder linken Kieferhälfte gehört.
Das Wurzelmerkmal bezieht sich auf den Winkel zwischen der Verlaufsrichtung der Zahnwurzel und der Zahnachse.
Die Wurzel weicht im Allgemeinen von der Krone nach distal ab.
Mit Hilfe des Wurzelmerkmals kann man feststellen, ob ein Zahn von der rechten oder linken Kieferhälfte stammt (siehe forensische Medizin). Das Wurzelmerkmal wird oft noch durch eine zusätzliche Krümmung der Wurzelspitze ebenfalls nach distal verstärkt.
Die distale Krümmung der Wurzelspitze wird auf den Wachstumsdruck der später durchbrechenden Zusatzzähne (7er, 8er) zurückgeführt.
Weitere Erkennungsmerkmale für die Seitenzugehörigkeit eines Zahnes sind:
- Winkelmerkmal
- Krümmungsmerkmal

Um Seitenzähne dem Ober- oder Unterkiefer zuzuordnen, dient außerdem die Kronenflucht.